# Hampton, South Carolina
Hampton är administrativ huvudort i Hampton County i South Carolina. Orten har fått sitt namn efter Wade Hampton III.